# 長岡南越路スマートインターチェンジ
長岡南越路スマートインターチェンジ（ながおかみなみこしじスマートインターチェンジ）は、新潟県長岡市浦にある関越自動車道のスマートインターチェンジ (SIC)。

## 解説
関越自動車道の小千谷インターチェンジ - 長岡インターチェンジ間に整備された本線直結型のSICで、既存の越路バスストップの道路施設を改修し、高速道路本線と県道を増設されたランプウェイで結んでいる。下り（長岡方面）・上り（前橋方面）とも流入・流出可能で、ランプウェイ部に一旦停止型のETCゲートを備えている。ETC車載器を搭載した、全長12 m以下の全車種が通行できる。運用は24時間で終日利用可能である。
2015年度の1日あたりの平均利用台数は2,080台で、インター周辺部の越路地域や小千谷市北部の片貝町はもとより、長岡地域南部や山古志地域、蓬平温泉などへのアクセス改善が図られたほか、越路地域から長岡地域中心部への救急搬送も約12分短縮された。また8月の長岡まつりや9月の片貝まつりの花火大会当日には1日の利用台数が3,000台を超え、特に2010年9月10日の片貝まつり花火大会2日目には、国土交通省北陸地方整備局管内のスマートインター10箇所中で同年の1日利用台数最多となる5,089台を記録するなど、周辺地域の道路交通整流化にも効果を現している。

## 歴史
建設当初は社会実験を経た上での本供用を予定していたが、2009年春の制度改正によって当初から設置が恒久化されることとなり、同年9月24日に一般供用を開始した。当SICの建設工事に伴い、越路バスストップは2008年7月10日から供用開始日の9月24日まで休止扱いとなり全便通過し、翌9月25日から運用を再開した。

## 接続道路
- E17 関越自動車道（20-1番）
- 新潟県道23号柏崎高浜堀之内線
- 新潟県道112号来迎寺停車場線

ランプウェイは長岡市道越路121号線、同越路429号線として、長岡市が整備を行った。

## 隣
E17 関越自動車道
(20) 小千谷IC/BS - 山谷PA - 片貝BS - (20-1) 長岡南越路SIC/越路BS - (21) 長岡IC/BS

## 付近
- 長岡市越路支所[1]
- 東日本旅客鉄道（JR東日本）信越本線 来迎寺駅
- 宝徳山稲荷大社
- 越後製菓 片貝工場
- 蓬平温泉